# Rorippa lippizensis
Rorippa lippizensis là một loài thực vật có hoa trong họ Cải. Loài này được (Wulfen) Rchb. miêu tả khoa học đầu tiên năm 1850.